# Episodi di Star Trek: Voyager (quinta stagione)
La quinta stagione della serie televisiva Star Trek: Voyager è stata trasmessa negli Stati Uniti da UPN dal 14 ottobre 1998 al 22 dicembre 1999.
I primi quattro episodi della stagione sono stati doppiati dalla RAI, che tuttavia non li ha mai trasmessi.
La serie ha vinto un ASCAP Award come Top TV Series, e l'episodio Frontiera oscura un Emmy Award nella categoria Outstanding Special Visual Effects for a Series. Per questa stessa categoria sono stati candidati anche gli episodi Senza tempo e Trenta giorni. Kate Mulgrew e Jeri Ryan sono state candidate al Saturn Award nella categoria Best Genre TV Actress, mentre l'intera stagione è stata candidata nella categoria Best Genre Network Series.
| nº | Titolo originale         | Titolo italiano                  | Prima TV USA     | Prima TV Italia   |
| -- | ------------------------ | -------------------------------- | ---------------- | ----------------- |
| 1  | Night                    | Il nulla                         | 14 ottobre 1998  | 30 giugno 2003    |
| 2  | Drone                    | Drone                            | 21 ottobre 1998  | 7 luglio 2003     |
| 3  | Extreme Risk             | Rischio estremo                  | 28 ottobre 1998  | 14 luglio 2003    |
| 4  | In the Flesh             | La teoria di Shaw                | 4 novembre 1998  | 21 luglio 2003    |
| 5  | Once Upon a Time         | C'era una volta                  | 11 novembre 1998 | 28 luglio 2003    |
| 6  | Timeless                 | Senza tempo                      | 18 novembre 1998 | 4 agosto 2003     |
| 7  | Infinite Regress         | Regressione infinita             | 25 novembre 1998 | 11 agosto 2003    |
| 8  | Nothing Human            | Nulla di umano                   | 2 dicembre 1998  | 18 agosto 2003    |
| 9  | Thirty Days              | Trenta giorni                    | 9 dicembre 1998  | 25 agosto 2003    |
| 10 | Counterpoint             | Contrappunto                     | 16 dicembre 1998 | 1º settembre 2003 |
| 11 | Latent Image             | Immagine latente                 | 20 gennaio 1999  | 8 settembre 2003  |
| 12 | Bride of Chaotica!       | La sposa di Chaotica             | 27 gennaio 1999  | 15 settembre 2003 |
| 13 | Gravity                  | Gravità                          | 3 febbraio 1999  | 22 settembre 2003 |
| 14 | Bliss                    | Beatitudine                      | 10 febbraio 1999 | 29 settembre 2003 |
| 15 | Dark Frontier: Part 1    | Frontiera oscura (prima parte)   | 17 febbraio 1999 | 6 ottobre 2003    |
| 16 | Dark Frontier: Part 2    | Frontiera oscura (seconda parte) | 17 febbraio 1999 | 13 ottobre 2003   |
| 17 | The Disease              | La malattia                      | 24 febbraio 1999 | 20 ottobre 2003   |
| 18 | Course: Oblivion         | Rotta verso l'oblio              | 3 marzo 1999     | 27 ottobre 2003   |
| 19 | The Fight                | Il combattimento                 | 24 marzo 1999    | 3 novembre 2003   |
| 20 | Think Tank               | Il pensatoio                     | 31 marzo 1999    | 10 novembre 2003  |
| 21 | Juggernaut               | Il Vihaar                        | 26 aprile 1999   | 17 novembre 2003  |
| 22 | Someone to Watch Over Me | Qualcuno che vegli su di me      | 28 aprile 1999   | 24 novembre 2003  |
| 23 | 11:59                    | 11:59                            | 5 maggio 1999    | 1º dicembre 2003  |
| 24 | Relativity               | Relativity                       | 12 maggio 1999   | 8 dicembre 2003   |
| 25 | Warhead                  | L'ordigno                        | 19 maggio 1999   | 15 dicembre 2003  |
| 26 | Equinox: Part 1          | Equinox (prima parte)            | 26 maggio 1999   | 22 dicembre 2003  |

## Il nulla
- Titolo originale: Night
- Diretto da: David Livingston
- Scritto da: Brannon Braga e Joe Menosky

### Trama
Attraversando una vasta zona di spazio completamente priva di stelle e pianeti, l'equipaggio comincia a sperimentare irritabilità e paura del vuoto, mentre il capitano Janeway resta costantemente chiusa nel suo alloggio riflettendo sulla sua decisione di distruggere la stazione spaziale del Custode. Seguendo la traccia di alcune radiazioni, la Voyager incontra una specie che vive nel Nulla e che è minacciata da un'altra, i Malon, che usa quella zona di spazio come una discarica perché vi è una sorta di vortice che ingoia tutto, solo che tale pratica sta avvelenando la specie autoctona. Janeway offre la tecnologia per ridurre le scorie, ma gli alieni rifiutano perché così rimarrebbero senza lavoro e allora, per salvare la specie in pericolo, il capitano decide di distruggere il vortice con una navetta, poiché la Voyager verrebbe investita dall'onda d'urto. L'equipaggio si ammutina rifiutando di eseguire l'ordine, che sacrificherebbe il capitano, e si organizzano per distruggere il vortice; l'onda d'urto porta la Voyager fuori dal Nulla, ponendo fine al loro isolamento.
- Altri interpreti: Ken Magee (Emck), Steve Dennis (alieno), Martin Rayner (Chaotica)

## Drone
- Titolo originale: Drone
- Diretto da: Les Landau
- Scritto da: Bryan Fuller e Harry 'Doc' Kloor (soggetto); Bryan Fuller, Brannon Braga e Joe Menosky (sceneggiatura)

### Trama
A seguito di un teletrasporto di emergenza, l'emettitore olografico portatile del Dottore risulta danneggiato. Portato in un laboratorio per essere riparato, inizia a creare dei manufatti di tipica provenienza Borg, fino a costruire una camera di maturazione, una sorta di incubatrice in cui sta prendendo forma un nuovo tipo di drone, anche grazie alle nanosonde di Sette di Nove, che si sono mescolate all'emettitore del Dottore. Il nuovo drone possiede la tecnologia del XXIX secolo, poiché l'emettitore del Dottore proviene da quel secolo, ma Janeway non vuole ucciderlo: poiché il drone non ha designazione, è scollegato dalla collettività e il capitano vuole cercare di insegnargli i valori della Federazione; per far questo, incarica Sette di Nove di istruirlo. Inizialmente cerca di integrarsi sulla Voyager, ma la sua naturale curiosità lo porta a contattare i Borg e a voler sperimentare il nesso con l'alveare. Quando i Borg arrivano, il drone aiuta l'equipaggio a far fronte al pericolo; per fermare l'attacco va sulla nave Borg per disattivarla con la sua tecnologia superiore. Pur di salvare la Voyager non esiterà a sacrificarsi: riportato sulla nave, è gravemente ferito e consapevole che i Borg sanno della sua esistenza e che verranno a cercarlo a causa della sua tecnologia. Pur di non mettere in pericolo Sette e gli altri, impedirà al Dottore di curarlo. La morte del drone lascerà Sette profondamente scossa, alle prese col sentimento del dolore.
- Altri interpreti: J. Paul Boehmer (One), Todd Babcock (guardiamarina Mulcahey)

## Rischio estremo
- Titolo originale: Extreme Risk
- Diretto da: Cliff Bole
- Scritto da: Kenneth Biller

### Trama
La Voyager deve recuperare una propria sonda prigioniera di un pianeta gioviano prima che i Malon se ne impossessino; poiché non sembra possibile farlo con le normali navette, Tom Paris propone di costruire dal nulla un nuovo modello, il Delta Flyer. L'equipaggio si dà molto da fare per terminare il progetto prima che gli alieni riescano a recuperare la sonda; fa eccezione il tenente Torres, che dimostra una totale apatia verso tutto ciò che la circonda. Dopo che è finita in infermeria con gravi ferite, Chakotay scopre che da quando B'Elanna ha ricevuto la notizia che i loro compagni Maquis sono morti, la ragazza ha lanciato sul ponte ologrammi simulazioni ad alto tasso adrenalinico con i protocolli di sicurezza disattivati. Quando i Malon sembrano essere in vantaggio nel recupero della sonda, tutti si daranno da fare per mettere a punto il Delta Flyer, B'Elanna compresa, che inizierà a uscire dal suo periodo nero.
- Altri interpreti: Hamilton Camp (Vrelk), Alexander Enberg (Vorik), Daniel Betances (pilota)

## La teoria di Shaw
- Titolo originale: In the Flesh
- Diretto da: David Livingston
- Scritto da: Nick Sagan

### Trama
La Voyager scopre una stazione spaziale all'interno della quale vi è una simulazione olografica estremamente accurata del quartier generale della Flotta Stellare e dell'Accademia della Flotta (che si trovano a San Francisco). Chakotay si infiltra nella simulazione e scopre che la stazione è un'installazione della Specie 8472 dove gli alieni si esercitano nel fingersi umani. Essi, a causa dell'alleanza della Voyager con i Borg, pensano che gli umani si stiano preparando a distruggerli e desiderano partire con un attacco preventivo per evitare di essere annientati. Sarà Janeway che li convincerà che non sono queste le loro intenzioni e a gettare le basi per una tregua.
- Guest star: Ray Walston (Boothby)
- Altri interpreti: Kate Vernon (Valerie Archer), Zach Galligan (David Gentry), Tucker Smallwood (ammiraglio Bullock)

## C'era una volta
- Titolo originale: Once Upon a Time
- Diretto da: John Kretchmer
- Scritto da: Michael Taylor

### Trama
Mentre la Voyager sta cercando Paris, Tuvok e Samantha Wildman, precipitati con il Delta Flyer, Neelix aiuta la figlia di Samantha, Naomi, durante l'assenza della madre. Insieme Neelix e Naomi si tengono occupati con Le Avventure di Flotter, un programma olografico della bambina, mentre gli altri si prodigano per capire dove sia atterrata la navetta per poterla recuperare. Tutto è ostacolato dalle continue tempeste ioniche, che rende il recupero difficoltoso. All'ultimo momento, Chakotay e Torres riusciranno ad aprire una breccia nella caverna in cui è precipitato il Delta Flyer e a portare tutti in salvo.
- Guest star: Wallace Langham (Flotter)
- Altri interpreti: Justin Louis (Trevis), Nancy Hower (Samantha Wildman), Scarlett Pomers (Naomi Wildman)

## Senza tempo
- Titolo originale: Timeless
- Diretto da: LeVar Burton
- Scritto da: Rick Berman, Brannon Braga e Joe Menosky (soggetto); Brannon Braga e Joe Menosky (sceneggiatura)

### Trama
Un Chakotay e un Harry Kim più maturi sono in missione su un pianeta innevato dove ritrovano, seppellita nel ghiaccio, la Voyager: sono quindici anni nel futuro e i membri dell'equipaggio sono tutti morti da tempo. La Voyager del passato aveva tentato di sfruttare la tecnologia a cavitazione quantica acquisita precedentemente, ma la nuova propulsione aveva problemi che richiedevano delle correzioni. Per fare questi aggiustamenti, si fanno precedere dal Delta Flyer pilotato da Kim e Chakotay, che fornirà loro le correzioni di fase, solo che Harry sbaglia: lui e Chakotay rimangono bloccati nel tunnel di cavitazione e raggiungono la Terra, mentre la Voyager precipita su un pianeta e tutti muoiono all'istante. Harry, roso dai sensi di colpa e aiutato da Chakotay, ruba ai servizi segreti della Flotta un trasmettitore temporale Borg, in modo da trasmettere alla Sette di Nove del passato le correzioni corrette. Il piano non funziona, allora Harry trasmette a Sette delle variazioni che faranno uscire la Voyager dalla cavitazione quantica prima che venga distrutta, salvando così tutti e riscrivendo la storia.
- Guest star: LeVar Burton (Geordi La Forge)
- Altri interpreti: Christine Harnos (Tessa Omond)
- Questo episodio fu candidato all'Emmy 1999 nella categoria Outstanding Special Visual Effects for a Series (visual effects supervisor Mitch Suskin, visual effects coordinator Arthur J. Codron, visual effects compositor Don Greenberg, matte artist Eric Chauvin, CG animation supervisor Rob Bonchune, visual effects animator John Allardie, effects animation artist Greg Rainoff, particle element supervisor Ron Thornton, CG Animator John Teska).

## Regressione infinita
- Titolo originale: Infinite Regress
- Diretto da: David Livingston
- Scritto da: Robert J. Doherty e Jimmy Diggs (soggetto); Robert J. Doherty (sceneggiatura)

### Trama
La Voyager scopre all'interno di un relitto di un cubo Borg un vinculum ancora intatto, ossia un dispositivo che serve per il collegamento dei droni alla collettività. Man mano che la nave si avvicina al cubo, Sette di Nove comincia a sperimentare personalità diverse dalla sua, appartenenti a individui che erano stati assimilati. La Voyager teletrasporta a bordo il vinculum, ma non possono disattivarlo perché correrebbero il rischio di far del male a Sette, essendo collegata al dispositivo, senza contare che ha al suo interno un virus che distrugge la tecnologia. Inoltre sopraggiungono degli alieni che rivendicano il vinculum: alcuni membri della loro società si sono infettati con questo virus e si sono sacrificati facendosi assimilare apposta per diffondere il virus nella collettività , quindi è essenziale che il vinculum finisca in mano dei Borg. Per scollegare Sette dal dispositivo infetto, Tuvok si fonde mentalmente con lei e riesce a liberarla dalla connessione con il vinculum.
- Altri interpreti: Scarlett Pomers (Naomi Wildman), Neil Maffin (Ven)

## Nulla di umano
- Titolo originale: Nothing Human
- Diretto da: David Livingston
- Scritto da: Jeri Taylor

### Trama
Un alieno non umanoide, ferito, viene soccorso dalla Voyager e teletrasportato a bordo; in infermeria aggredisce Torres e si attacca al suo corpo; per evitare di danneggiare l'uno o l'altro, Harry Kim crea sul ponte ologrammi un'immagine di Crell Moset, un eminente esobiologo cardassiano. Tuttavia B'Elanna rifiuta di essere curata, perché quel medico, durante l'occupazione di Bajor, ha usato delle cavie umane per fare esperimenti. Intanto Janeway cerca di contattare la specie dell'alieno in modo che possano giungere sul posto e curarlo, visto che loro non sanno come fare e visto che anche il Dottore, nelle simulazioni con Crell Moset, si è accorto che la sua controparte olografica è un sadico torturatore che gode nel vivisezionare gli esseri viventi. Si crea quindi un dilemma morale, anche perché Crell Moset è stato riconosciuto dalla Federazione come un genio e come colui che ha debellato numerose malattie, e sorge il problema etico se usare le sue conoscenze per curare B'Elanna, che insiste a non voler essere curata dal Cardassiano. Nonostante le sue obiezioni, Janeway dà ordine che si proceda con le cure con l'aiuto di Moset, che viene però destituito dal Dottore a causa dei suoi metodi disumani. Intanto arrivano gli alieni, che cercano di salvare il compagno, il tutto complicato dal fatto che la Voyager e gli alieni non riescono a parlare la stessa lingua. Alla fine l'alieno torna alla sua astronave, mentre B'Elanna deve fare i conti con l'essere viva grazie a un torturatore. Janeway dà al Dottore la facoltà di tenere o cancellare il programma di Moset; il medico olografico, disgustato da Moset, deciderà per la cancellazione, anche se con il senso di colpa di aver usato le conoscenze del Cardassiano per salvare B'Elanna.
- Altri interpreti: David Clennon (Crell Moset), Jad Mager (Tabor), Frank Welker (voce dell'alieno)

## Trenta giorni
- Titolo originale: Thirty Days
- Diretto da: Winrich Kolbe
- Scritto da: Scott Miller (soggetto); Kenneth Biller (sceneggiatura)

### Trama
Tom Paris viene degradato a guardiamarina e condannato a trenta giorni di prigione dopo aver violato la Prima Direttiva per aiutare gli abitanti di un pianeta interamente costituito da acqua, ma a rischio di distruzione. Avvicinandosi al pianeta, la Voyager scopre che è abitato sott'acqua dai Moneani, una specie non autoctona e che con le loro attività industriali sta compromettendo il campo di integrità che tiene insieme la massa d'acqua. Per salvare l'ecosistema bisognerebbe disattivare le raffinerie, ma i rappresentanti della specie aliena non gradiscono la soluzione, tranne Riga che, aiutato da Paris, raggiunge le profondità con il Delta Flyer nel tentativo di disattivare le raffinerie, ma vengono fermati dalla Voyager.
- Guest star: Willie Garson (Riga)
- Altri interpreti: Benjamin Livingston (Burkus), Alissa Krämer (Jenny Delaney, Malicia), Heidi Krämer (Megan Delaney, Demonica)
- Questo episodio fu candidato all'Emmy 1999 nella categoria Outstanding Special Visual Effects for a Series (visual effects supervisor Ronald B. Moore, visual effects producer/supervisor Dan Curry, visual effects compositor Paul Hill, visual effects coordinator Liz Castro, visual effects artist Greg Rainoff, CGI supervisor/lead animator Bruce Branit).

## Contrappunto
- Titolo originale: Counterpoint
- Diretto da: Les Landau
- Scritto da: Michael Taylor

### Trama
Attraversando una zona di spazio controllata dai Devore, una specie che considera la telepatia illegale, la Voyager è costretta, durante le loro frequenti ispezioni, a nascondere i telepati dell'equipaggio e alcuni rifugiati Brenari in sospensione attraverso il teletrasporto. Dopo un controllo, Kashyk, il capo degli ispettori devore, ritorna sulla nave da solo, proponendo al capitano Janeway di aiutarla a trovare l'ubicazione di un tunnel spaziale in cambio di asilo; il capitano Janeway collabora con il Devorano e stringono una sorta di legame. Quando si avvicina il momento di aprire il tunnel spaziale, Kashyk dice che la Voyager avrà più probabilità di farla franca se lui tornasse sulla sua nave. Si rivelerà essere un astuto piano da doppio gioco ma Janeway, che non si è lasciata abbindolare, aveva fatto fuggire i telepati con due navette.
- Altri interpreti: Mark Harelik (Kashyk), Randy Oglesby (Kir), J. Patrick McCormack (Prax), Alexander Enberg (Vorik, Randy Lowell (Torat), Jake Sakson (Adar)

## Immagine latente
- Titolo originale: Latent Image
- Diretto da: Mike Vejar
- Scritto da: Eileen Connors, Brannon Braga e Joe Menosky (soggetto); Joe Menosky (sceneggiatura)

### Trama
Il Dottore scopre che qualcuno ha cancellato parte dei suoi ricordi risalenti a circa 18 mesi prima e che sembrano essere legati a un attacco alieno e alla morte di una guardiamarina, Ahni Jetal, di cui però lui non conserva alcun ricordo. Quando avvisa il capitano Janeway del sabotaggio, lei gli ordina di non interessarsi alla cosa; più tardi il Dottore scopre che è stato proprio il capitano stesso a ordinare la cancellazione. Nonostante le obiezioni del Dottore, Jameway ordina nuovamente la rimozione dei ricordi, ma Sette di Nove fa capire al capitano che è una violenza nei confronti del medico olografico. Janeway e Torres provano pertanto a reintegrare i ricordi rimossi: durante un attacco alieno, Kim e il guardiamarina Jetal furono gravemente feriti. Dovendo eseguire un intervento delicatissimo, il Dottore dovette scegliere chi salvare, poiché non c'era tempo per poter operare entrambi, decidendo di salvare Harry Kim con la conseguente morte di Jetal. Quando poi si rese conto che, a parità di gravità delle condizioni mediche, aveva scelto colui a cui era più affezionato, iniziò a dare segni di squilibrio a causa dei sensi di colpa, cosa che Janeway decise di risolvere con la cancellazione della memoria. Ora però, convinta da Sette, lascia che il Dottore affronti il suo dolore, e tutti i membri dell'equipaggio si stringeranno attorno all'amico olografico per fargli passare il brutto momento.
- Altri interpreti: Nancy Bell (Ahni Jetal), Scarlett Pomers (Naomi Wildman)

## La sposa di Chaotica
- Titolo originale: Bride of Chaotica!
- Diretto da: Allan Kroeker
- Scritto da: Bryan Fuller (soggetto); Bryan Fuller e Michael Taylor (sceneggiatura)

### Trama
Alcuni alieni a base fotonica scambiano la simulazione olografica di "Capitan Proton" di Tom Paris e Harry Kim per la realtà, e attaccano il ponte ologrammi quando uno dei loro inviati è ucciso da Chaotica, il cattivo della simulazione; inoltre, essendo la nave danneggiata, l'equipaggio è impossibilitato a disattivare la simulazione. Dato che gli alieni non comprendono le forme di vita organiche e le considerano "finzioni", Janeway manda il Dottore come ambasciatore. Per uscire dalla situazione, convincono gli alieni a combattere contro Chaotica al fianco di Capitan Proton intuendo che, una volta sconfitto, lasceranno andare la Voyager. Per avvicinarsi al personaggio il capitano Janeway è costretta ad assumere il ruolo della crudele regina Arachnia, di cui Chaotica è innamorato. Quando finalmente riusciranno a uccidere il loro avversario, gli alieni soddisfatti se ne andranno, permettendo alla Voyager di ripartire.
- Altri interpreti: Martin Rayner (Chaotica), Nicholas Worth (Lonzak)

## Gravità
- Titolo originale: Gravity
- Diretto da: Terry Windell
- Scritto da: Jimmy Diggs, Bryan Fuller e Nick Sagan (soggetto); Nick Sagan e Bryan Fuller (sceneggiatura)

### Trama
Una navetta con a bordo Tuvok, Paris e il Dottore naufraga in una zona desertica di un pianeta dopo aver imboccato l'ingresso di un'anomalia. Mentre la Voyager tenta di recuperarli, i tre incontrano Noss, un'aliena intrappolata sul pianeta. Molto presto, Noss si innamora di Tuvok il quale, tenendo fede all'insegnamento vulcaniano e ai voti matrimoniali, la respinge. Inoltre tra la Voyager e il pianeta è presente un differenziale temporale, a causa del quale il tempo sul pianeta passa molto più velocemente che per la nave. L'anomalia ha causato la scomparsa di numerose navi della zona e una razza di aliena, per mettere in sicurezza le rotte, ha deciso di distruggere l'ingresso. Inizia una lotta contro il tempo della Voyager per portare in salvo i loro compagni. All'ultimo vengono teletrasportati con Noss sulla Voyager, che riporterà l'aliena al suo pianeta. Tuvok e Noss si dicono addio e il Vulcaniano, con una fusione mentale, le farà capire il suo modo di pensare e la sua logica.
- Guest star: Lori Petty (Noss)
- Altri interpreti: Joseph Ruskin (maestro vulcaniano), LeRoy D. Brazile (giovane Tuvok), Paul S. Eckstein (Yost)

## Beatitudine
- Titolo originale: Bliss
- Diretto da: Cliff Bole (parte 1) e Terry Windell (parte 2)
- Scritto da: Bill Prady (soggetto); Robert J. Doherty (sceneggiatura)

### Trama
Sette, Paris e Naomi sono a fare un giro di ricognizione su una navetta. Al loro ritorno scoprono che la Voyager ha trovato un tunnel spaziale che sembra portare al quadrante Alfa. Il morale sale alto anche perché dal tunnel giungono comunicazioni dalla Terra confortanti: Mark, l'ex fidanzato del capitano Janeway, ha rotto la sua nuova relazione, a Chakotay è stato promesso il perdono totale e una cattedra all'Accademia, a Paris un posto come collaudatore di navette sperimentali, e così via. Sette di Nove è tuttavia sospettosa, anche perché andando a leggere i diari di Janeway, trova una prima registrazione in cui il capitano si dice sospettosa; inoltre Sette di Nove riesce a contattare una nave all'interno dell'anomalia: nella breve comunicazione Qatai, un alieno, mette in guardia Sette dicendole che l'anomalia "sa cosa vogliono". L'ex Borg ne parla con Tuvok, appellandosi alla sua logica, ma il Vulcaniano non l'ascolta. Successivamente scopre che a parte lei, solo Naomi è immune dall'ottimismo cieco che sta dilagando; vorrebbe appellarsi al Dottore, ma Paris la informa che è stato disattivato. Sette allora cerca di fermare la nave, ma viene neutralizzata; tutti perdono conoscenza, persi nei loro sogni. Solo Naomi rimane "sveglia" e va a cercare Sette di Nove; a sua volta, Sette comunica con l'alieno e insieme escogitano un modo per rendersi meno "appetitosi" per la creatura e riescono a farsi espellere, anche se Qatai rifiutando l'assistenza della Voyager per riparare i danni, ritornerà nella pancia del mostro.
- Guest star: W. Morgan Sheppard (Qatai)
- Altri interpreti: Scarlett Pomers (Naomi Wildman)

## Frontiera oscura
- Titolo originale: Dark Frontier: Part 1 & 2
- Diretto da: Cliff Bole (parte 1) e Terry Windell (parte 2)
- Scritto da: Brannon Braga e Joe Menosky

### Trama
Dopo essere stati costretti più volte a modificare la rotta per evitare dei vascelli Borg, il capitano Janeway propone di assaltare un loro vascello per ottenere una bobina di transcurvatura, un componente che permetterebbe alla nave di viaggiare molto più velocemente verso il quadrante Alfa. L'equipaggio inizia a fare simulazioni per perfezionare la "rapina", mentre Sette ha l'incarico di ascoltare ed esaminare molte ore di registrazioni che hanno lasciato i suoi genitori nei loro studi sui Borg. Sette scopre che suo padre aveva creato un "biosmorzatore", un dispositivo che permetteva loro di restare su un cubo Borg senza essere rilevati. Prima dell'assalto, la regina Borg riesce a comunicare con Sette di Nove, minacciandola di assimilare la Voyager in caso lei non ritorni nella collettività; Sette ne rimane turbata, così come rimane scossa nel sentire nelle registrazioni le voci dei suoi genitori, che accusa di aver sottovalutato la Collettività con il risultato che lei è stata assimilata quando ancora bambina. L'attacco contro la sfera riesce, ma Sette di Nove rimane sul vascello alieno e viene trasportata nell'Unicomplesso dove ritrova suo padre, un drone della collettività. L'equipaggio, ignaro del contatto con la regina, tenterà di salvarla. Paris, Janeway e Tuvok partono con il Delta Flyer per riprendersi Sette, riuscendo nella loro impresa. La Voyager, utilizzando fino al possibile il nucleo di transcurvatura rubato alla sfera, guadagnerà altri 15 anni sul ritorno a casa.
- Altri interpreti: Susanna Thompson (regina Borg), Kirk Baily (Magnus Hansen), Laura Stepp (Erin Hansen), Scarlett Pomers (Naomi Wildman)
- Questo episodio ha durata doppia rispetto agli altri; la sua prima messa in onda è stata integrale, sebbene in Italia sia stato diviso in due parti.
- Vincitore dell'Emmy 1999 nella categoria Outstanding Special Visual Effects for a Series (visual effects producer/supervisor Dan Curry, visual effects supervisors Ronald B. Moore, Mitch Suskin, visual effects coordinators Elizabeth Castro, Arthur J. Codron, visual effects compositors Paul Hill, Don Greenberg, visual effects artist Greg Rainoff, CGI supervisors Rob Bonchune, Adam 'Mojo' Lebowitz, CGI animator John Teska).
- Candidato agli Hollywood Makeup Artist and Hair Stylist Guild Awards nella categoria Best Special Effects Makeup - Television (For a Single Episode of a Regular Series - Sitcom, Drama or Daytime).

## La malattia
- Titolo originale: The Disease
- Diretto da: David Livingston
- Scritto da: Kenneth Biller (soggetto); Michael Taylor (sceneggiatura)

### Trama
La Voyager incontra una nave generazionale popolata dai Varro, in difficoltà a causa di alcune microfratture di cui non capiscono la causa; aiutandoli, Harry Kim inizia una relazione con Derran Tal, un membro dell'altro equipaggio, violando i regolamenti della Flotta Stellare: gli Umani e la specie aliena, non nota alla Federazione, potrebbero costituire un rischio biologico l'uno per l'altra. I due diventano biochimicamente dipendenti, e la relazione viene scoperta. Intanto Tuvok, allertato da Neelix riguardo a furti di cibo, scopre un clandestino a bordo: lui, come molti altri, non desidera più vivere errando nello spazio, ma vuole andare sul primo pianeta abitato e rimanerci. Il capitano della nave varro, Jippeq, scoprirà che la comunità che comanda non è così felice come credeva; inoltre si scopre che è stata Tal a causare le microfratture nell'astronave generazionale, creando i presupposti strutturali perché la nave si possa separare in tante sottounità e ognuno dei Varro possa seguire la sua strada.
- Altri interpreti: Musetta Vander (Derran Tal), Charles Rocket (Jippeq)

## Rotta verso l'oblio
- Titolo originale: Course: Oblivion
- Diretto da: Anson Williams
- Scritto da: Bryan Fuller (soggetto); Bryan Fuller e Nick Sagan (sceneggiatura)

### Trama
È tempo di festeggiamenti sulla Voyager: è nato un altro bambino, B'Elanna e Tom si sono sposati ed è stato inaugurato un nuovo tipo di propulsione che potrebbe portare la nave a casa in poco tempo. Poco dopo l'entrata in funzione dei nuovi motori, l'equipaggio comincia a manifestare i sintomi di una malattia mortale e la stessa nave spaziale inizia a perdere coesione molecolare. B'Elanna muore, e Chakotay e Tuvok scoprono che nessuno di loro è quello che crede di essere: sono le copie dell'equipaggio della Voyager che sono state create dal sangue d'argento del pianeta Demon; man mano che progredivano, hanno dimenticato la loro origine e acquisito i ricordi degli umani che li hanno creati. Presa coscienza di ciò che sono, decidono comunque di proseguire su ordine di Janeway, mentre Chakotay è dell'opinione di raggiungere un pianeta di Classe Y. Ne trovano uno, ma vengono respinti dagli abitanti locali. Chakotay cerca di convincere Janeway che il suo desiderio di raggiungere la Terra è un pensiero impiantato, e che casa loro è il pianeta Demon; la morte dell'uomo la convince a tornare indietro, anche se è una corsa contro il tempo. Sulla strada del ritorno i loro sensori captano la vera Voyager e cercano di raggiungerla in un disperato tentativo di sopravvivere, mandando un segnale di soccorso. Quando Janeway e gli altri giungono sul luogo da dove è partito l'SOS, trovano solo dei detriti, senza sapere di chi in realtà fossero.
- Altri interpreti: David Keith Anderson (membro dell'equipaggio)

## Il combattimento
- Titolo originale: The Fight
- Diretto da: Winrich Kolbe
- Scritto da: Michael Taylor (soggetto); Joe Menosky (sceneggiatura)

### Trama
Mentre la nave è intrappolata in una regione di "spazio caotico" (dove le leggi della fisica sono mutevoli), Chakotay comincia ad avere delle visioni, in cui crede di essere un pugile in procinto di combattere con il campione Kid Chaos. Le allucinazioni sono dovute a un gene difettoso che è stato soppresso prima della nascita di Chakotay, affinché non soffrisse delle allucinazioni come suo nonno, per qualche motivo ora il gene si è riattivato. Dopo varie indagini, Janeway e Chakotay sospettano che in quella zona di spazio esista una qualche forma di vita aliena che sa comunicare solo attraverso le allucinazioni indotte; non volendo rifiutare il primo contatto, Chakotay chiede al Dottore di smettere di bloccare le visioni.
- Guest star: Ray Walston (Boothby)
- Altri interpreti: Carlos Palomino (Kid Chaos), Ned Romero (bisnonno di Chakotay)

## Il pensatoio
- Titolo originale: Think Tank
- Diretto da: Terrence O'Hara
- Scritto da: Rick Berman e Brannon Braga (soggetto); Michael Taylor (sceneggiatura)

### Trama
La Voyager viene attaccata dai pirati mercenari Hazari. Un gruppo di alieni estremamente intelligenti, soprannominati presto dall'equipaggio "i Cervelloni", si offre di aiutarli per sfuggire alla minaccia, chiedendo in cambio una serie di oggetti e anche Sette di Nove: sono intrigati dalla sua intelligenza e dalla conoscenza di intere specie, assimilate quando era Borg, in un'unica persona. Sette di Nove, benché incuriosita e tentata dalla possibilità più unica che rara, rifiuta. I Cervelloni in base alle loro proiezioni predicono che Sette di Nove accetterà la loro offerta pur di salvare la Voyager. Janeway scopre che sono stati i Cervelloni a scatenare loro addosso gli Hazari, per creare la situazione di pericolo e avere Sette di Nove. Si alleano pertanto con due Hazari che hanno catturato col teletrasporto ed escogitano, con l'aiuto di Sette di Nove, un modo per fregare i Cervelloni.
- Guest star: Jason Alexander (Kurros)
- Altri interpreti: Christopher Darga (Y'Sek), Christopher Shea (Saowin), Steven Dennis (Fennim), Tarik Ergin (Ayala)

## Il Vihaar
- Titolo originale: Juggernaut
- Diretto da: Allan Kroeker
- Scritto da: Bryan Fuller (soggetto); Bryan Fuller, Nick Sagan e Kenneth Biller (sceneggiatura)

### Trama
La Voyager incontra una nave malon, che trasporta rifiuti tossici, sul punto di esplodere: se succedesse, i rifiuti contaminerebbero un intero settore con radiazioni mortali. Janeway decide di tentare di disinnescare l'imminente esplosione, ma i due Malon sopravvissuti inizialmente non vogliono tornare sulla loro nave: temono le mortali radiazioni che hanno ucciso il resto dell'equipaggio e inoltre uno dei due teme il Vihaar, una creatura quasi mitologica che si pensa nasca dalle scorie radioattive e che si dice infesti le sale macchine delle astronavi malon. Neelix, Chakotay e Torres si teletrasportano sulla nave per tentare di ripararla, con l'aiuto dei Malon sopravvissuti. Scopriranno che il Vihaar altri non sono che dei Malon che hanno sviluppato una sorta di immunità alle radiazioni. Il Vihaar di quell'astronave, amareggiato dalla vita avvelenata che ha svolto, desidera distruggere l'astronave, ma B'Elanna riuscirà a fermarlo.
- Altri interpreti: Ron Canada (Fesek), Lee Arenberg (Pelk), Scott Klace (Vihaar)

## Qualcuno che vegli su di me
- Titolo originale: Someone to Watch Over Me
- Diretto da: Robert Duncan McNeill
- Scritto da: Brannon Braga (soggetto); Michael Taylor (sceneggiatura)

### Trama
Sette di Nove si è messa a pedinare e spiare di nascosto Paris e Torres allo scopo di acquisire conoscenze riguardo alle interazioni sentimentali. Per migliorare la sua conoscenza del comportamento umano, il Dottore le propone di prendere delle lezioni con lui sul ponte ologrammi inerenti alla socializzazione e la seduzione, ma durante queste il Dottore si innamora di lei. Quando si renderà conto che l'ex Borg non contraccambia il suo interesse, deciderà di non palesarle i suoi sentimenti. Nel frattempo, durante una missione di scambi commerciali con la colonia monastica dei Kadi, arrivano sulla Voyager due loro monaci; Neelix prepara un'accoglienza sobria conforme alle loro usanze morigerate, ma uno dei loro monaci approfitta della lontananza dal controllo dei suoi superiori per lasciarsi andare a cibi e bevande proibite dalla loro cultura. Sarà una corsa contro il tempo per far passare la sbornia al monaco prima che il capo monaco torni sulla Voyager a riprendere il suo accolito. 
- Altri interpreti: Scott Thompson (Tomin), Ian Abercrombie (Abbot), David Burke (Steven Price), Brian McNamara (William Chapman)

## 11:59
- Titolo originale: 11:59
- Diretto da: David Livingston
- Scritto da: Brannon Braga e Joe Menosky (soggetto); Joe Menosky (sceneggiatura)

### Trama
Sulla Voyager i vari ufficiali superiori si raccontano l'un l'altro le storie dei loro antenati. Alla fine del 2000 Shannon O'Donnell, un'antenata del capitano Janeway arriva a Portage Creek, nell'Indiana, dove conosce per caso Henry Janeway, vedovo con un figlio, e l'unico in città a opporsi alla costruzione di un monumento, il Millennium Gate, programmato per celebrare l'inizio del terzo millennio. L'uomo possiede una libreria e vive rifiutando ogni forma di nuova tecnologia, come il computer; vive perso nei suoi libri e non vuole prendere atto che il mondo sta cambiando. Shannon, ex ingegnere del programma spaziale, viene riconosciuta da Gerald Moss, uno dei responsabili della costruzione del Millenium Gate e le offre un lavoro in cambio dell'opera di convincimento di Janeway. Forte del legame che si è instaurato tra loro, riuscirà a convincerlo a vendere la sua libreria. Il capitano Janeway, che ha sempre pensato che la sua antenata fosse una personalità importante e determinante per la costruzione del monumento, rimane delusa che non ci siano tracce di lei negli archivi, scoprendo che si era illusa sull'importanza della sua antenata. L'equipaggio la consolerà facendole capire che, nonostante le false informazioni, O'Donnell è stata comunque determinante per farla diventare la persona che è.
- Guest star: Kevin Tighe (Henry Janeway)
- Altri interpreti: Bradley Pierce (Jason Janeway), John Carroll Lynch (Gerald Moss)

## Relativity
- Titolo originale: Relativity
- Diretto da: Allan Eastman
- Scritto da: Nick Sagan (soggetto); Bryan Fuller, Nick Sagan e Michael Taylor (sceneggiatura)

### Trama
La narrazione inizia col giorno di presa in servizio di Janeway come capitano della Voyager, solo che sul ponte di comando si aggira Sette di Nove in uniforme da ufficiale scientifico. Si scopre che il capitano Braxton, della nave Relativity del XXIX secolo, ha reclutato Sette di Nove per impedire che sulla Voyager venga collocata una bomba temporale che cambierebbe il corso degli eventi. La Voyager della corretta linea temporale sta sperimentando delle anomalie temporali che rischiano di distruggere la nave; Sette di Nove, che muore nel ritorno sulla Relativity, viene di nuovo prelevata dall'equipaggio di Braxton poco prima che la Voyager venga distrutta e rimandata sulla Voyager del passato durante un attacco dei Kazon. Durante le sue indagini, Sette scopre che è stato proprio Braxton, in un futuro non ancora accaduto, ad aver piazzato la bomba: a causa delle incursioni temporali della Voyager ha dovuto passare 30 anni sulla Terra degli anni '90 e subire trattamenti psichiatrici per superare il trauma temporale; distruggendo la Voyager del passato, lui non dovrà subire tutto questo, ma verrà fermato da Sette di Nove, che farà in modo che torni nel XXIX secolo per scontare la pena per ciò che ha cercato di fare.
- Altri interpreti: Bruce McGill (capitano Braxton), Dakin Matthews (ammiraglio Patterson), Jay Karnes (tenente Ducane), Josh Clark (tenente Carey)

## L'ordigno
- Titolo originale: Warhead
- Diretto da: John Kretchmer
- Scritto da: Brannon Braga (soggetto); Michael Taylor e Kenneth Biller (sceneggiatura)

### Trama
In seguito alla ricezione di un segnale di soccorso, una squadra capitanata da Harry Kim e con il Dottore al seguito scende su un pianeta, ove trova un componente artificiale dotato di coscienza di sé. Il Dottore insiste per portarlo a bordo della Voyager, dove il macchinario si rivelerà essere un'arma di distruzione di massa danneggiata, ma dotata di un'estrema intelligenza. Questa prende il controllo del programma del Dottore, costringendo la nave a fare rotta verso il suo bersaglio, in modo da poterlo distruggere. In infermeria rimangono Torres e Kim come ostaggi dell'arma; Harry cerca di farla ragionare e, nelle sue indagini delle subroutine del programma, scopre che l'ordigno si è schiantato sul pianeta dove l'hanno trovato perché la guerra, che ne aveva causato il lancio verso un pianeta nemico, è finita. L'arma non gli crede e ben presto la Voyager viene raggiunta da altri ordigni simili che, a causa di un'avaria, non riconoscono il comando di abortire la missione. Kim riesce finalmente a far accedere l'ordigno ai suoi ricordi e fargli riconoscere l'ordine di annullare la missione; quando però l'arma sulla Voyager comunica con le altre, esse non le credono. L'ordigno allora lascerà il corpo del Dottore per tornare del suo corpo meccanico; una volta tornato nello spazio assieme alle altre armi, si sacrificherà facendo in modo di autodistruggersi, provocando l'esplosione anche delle altre.
- Altri interpreti: McKenzie Westmore (guardiamarina Jenkins), Steve Dennis (Onquanii)

## Equinox(prima parte)
- Titolo originale: Equinox: Part 1
- Diretto da: David Livingston
- Scritto da: Rick Berman, Brannon Braga e Joe Menosky (soggetto); Brannon Braga e Joe Menosky (sceneggiatura)

### Trama
La Voyager incontra un'altra astronave federale dispersa nel quadrante Delta, la Equinox, al comando del capitano Ransom, il cui equipaggio è sotto l'attacco di strane creature. La Voyager aiuta la Equinox a sconfiggere i nemici, e i due equipaggi uniscono le forze per poter tornare a casa. Quando il Dottore esamina i dati del laboratorio scientifico della Equinox, scopre che il capitano Ransom ha violato il giuramento della Flotta Stellare, usando gli alieni da cui erano attaccati come carburante per viaggiare più velocemente verso il quadrante Alfa. Lui si giustifica dicendo che, pur dilaniato dal rimorso, aveva il suo equipaggio da proteggere e che stavano tutti morendo di fame. Il Dottore della Voyager attiva l'MOE della Equinox, un modello identico a lui, che lo informa che ha eseguito quelle pratiche abominevoli perché il capitano Ransom ha cancellato le sue subroutine etiche. Subito dopo disattiva il Dottore rubandogli l'emettitore autonomo. Spacciandosi per il Dottore, torna sulla Voyager e cerca Ransom e i suoi, che sono sotto arresto, e riesce a farli fuggire. Essi catturano un alieno e, convertitolo in carburante, partono con la Equinox, lasciando la Voyager sotto l'attacco delle creature.
- Guest star: John Savage (capitano Ransom)
- Altri interpreti: Titus Welliver (tenente Burke), Olivia Birkelund (guardiamarina Gilmore), Rick Worthy (Noah Lessing), Scarlett Pomers (Naomi Wildman)